# میوود پارک (اورگن)
میوود پارک (به انگلیسی: Maywood Park) شهری در شهرستان مولتنمه ایالت اورگن است و در سرشماری سال ۲۰۱۱ میلادی، ۷۵۲ نفر جمعیت داشته که نسبت به سال ۲۰۱۰، −۰٫۲۷ درصد رشد جمعیت داشته‌است.